# 3614 Tumilty
3614 Tumilty è un asteroide della fascia principale del diametro medio di circa 58,12 km. Scoperto nel 1983, presenta un'orbita caratterizzata da un semiasse maggiore pari a 2,9821167 UA e da un'eccentricità di 0,1299813, inclinata di 16,64904° rispetto all'eclittica.
L'asteroide è dedicato alla nuora dello scopritore, Jodi Anne Tumilty Thomas.